# تاجیکستان در المپیک تابستانی ۲۰۰۸
تاجیکستان، در بازی‌های المپیک تابستانی ۲۰۰۸ چهارمین حضور خود در المپیک را تجربه می‌کرد و در جستجوی اولین مدال برای ورزش تاجیکستان در مهمترین رویداد ورزشی دنیا بود. ورزشکاران تاجیک از المپیک بارسلونا ۱۹۹۲ به قبل در ترکیب تیم شوروی در مسابقات حاضر می‌شدند.

## ورزشکاران
کاروان ورزشی ۱۳ نفره تاجیکستان در در ۸ رشته کشتی آزاد (مردان ۲ نفر)، جودو (مردان ۳ نفر)، مشتزنی (۳ نفر)، تیراندازی (۱ مرد)، وزنه برداری (۱ مرد)، تیر و کمان (۱ زن)، پرتاب چکش و شنا به میدان می‌رفت. تاجیکستان در ۵ رشته به ۱۰ سهمیه رسیده بود، در دو و میدانی و شنا حق اعزام یک ورزشکار را داشت و یک تیرانداز خانم رشته تیر و کمان زنان این کشور نیز با کارت دعوت فدراسیون جهانی به این مسابقات می‌رفت.

## مدال‌ها
در روز ۱۱ اوت با پیروزی رسول بوکیف در مسابقه رده‌بندی وزن ۷۳ کیلوگرم جودو بر وان تیخلت بلژیکی (پس از شکست از چوکیون وانگ از کره جنوبی در نیمه نهایی) تاجیکستان به اولین مدال المپیکی خود رسید.
یوسف عبدالسلاموف کشتی‌گیر وزن ۸۴ کیلوگرم این کشور نیز در ۲۱ اوت مدال نقره دیگری را نصیب این کشور کرد.
انور یونسف مشت‌زن وزن ۵۱ کیلوگرم این کشور هم پس از دو پیروزی، مسابقه یک‌چهارم نهایی را به جونگجوهور قهرمان تایلندی این مسابقات واگذار کرد.

## جدول مدال‌ها
در پایان مسابقات تاجیکستان در جدول مدال‌ها مقام شصت و پنجم (مشترک با شش کشور) و در جدول مجموع مدال‌ها مقام پنجاه و هفتم (مشترک با دوازده کشور) را به دست آورد.